# Gennadij Androsov
Gennadij Ivanovič Androsov (in russo Геннадий Иванович Андросов?; Krasnoe, 1º agosto 1939 – Leopoli, 21 aprile 2016) è stato un nuotatore sovietico, successivamente russo.

## Palmares

### Competizioni internazionali
- Europei

Budapest 1958: bronzo nei 1500m stile libero.
Lipsia 1962: oro nei 400m misti.